# Potasa (mineral)

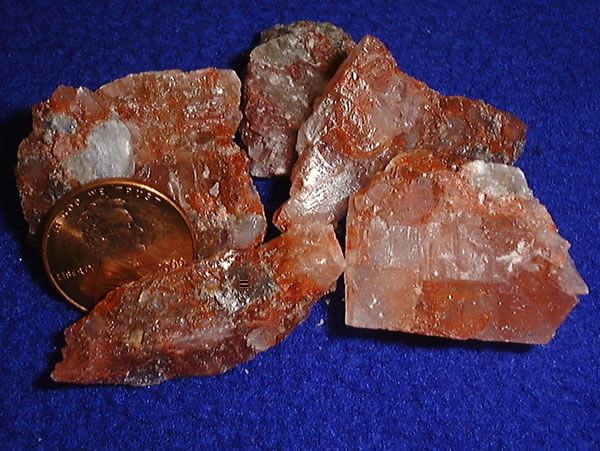
Potasa policristalina, con un centavo estadounidense como referencia (la moneda tiene 19 mm de diámetro y color cobre)

Las potasas incluyen varias sales minerales extraídas y manufacturadas que contienen potasio en forma hidrosoluble. El nombre deriva del holandés medio 'pot aschen' (ceniza en maceta), que se refiere a las cenizas de plantas empapadas en agua en una maceta, principal medio de obtención antes de la era industrial. La palabra potasio deriva de potasa.
La potasa se produce en todo el mundo en cantidades superiores a 90 millones de toneladas (40 millones de toneladas equivalentes de K2O ) por año, principalmente para su uso en fabricación. Varios tipos de fertilizantes de base potásica constituyen el uso industrial más abundante del potasio como elemento en el mundo. El potasio se obtuvo por primera vez en 1807 por electrólisis de potasa cáustica (hidróxido de potasio).

## Terminología
El término potasa se refiere a compuestos de potasio y materiales que contienen potasio, siendo el más común el cloruro de potasio (KCl). El término potasa proviene de la palabra holandesa media potaschen (1477). El antiguo método de obtención del carbonato de potasio (K
2CO
3) consistía en producir y recoger cenizas de madera (una actividad llevada a cabo por los "quemadores de cenizas"), lixiviación de las cenizas y posterior evaporación de la solución resultante en grandes ollas de hierro, resultando un residuo blanco llamado ceniza de olla.  Aproximadamente el 10% en peso de la ceniza de madera común se puede recuperar como ceniza de maceta. Más tarde, el nombre potasa se convirtió en el término más ampliamente aplicado a las sales de potasio naturales y a los productos comerciales derivados de ellas.
La siguiente tabla enumera una serie de compuestos de potasio que contienen la palabra potasa en sus nombres tradicionales: 
| Nombre común                                                     | Nombre químico (fórmula) | |
| ---------------------------------------------------------------- | --- | --- |
| Fertilizante de potasa                                           | c.1942 carbonato de potasio (K2CO3 ); c.1950 uno o más de cloruro de potasio (KCl), sulfato de potasio (K2SO4) o nitrato de potasio (KNO3). No contiene óxido de potasio (K2O), que las plantas no asimilan. Sin embargo, la cantidad de potasio a menudo se expresa como la cantidad equivalente de K2O (es decir, cuánto sería si estuviera en forma de K2O), para permitir la comparación entre diferentes fertilizantes que contienen diferentes tipos de potasa. | c.1942 carbonato de potasio (K2CO3 ); c.1950 uno o más de cloruro de potasio (KCl), sulfato de potasio (K2SO4) o nitrato de potasio (KNO3). No contiene óxido de potasio (K2O), que las plantas no asimilan. Sin embargo, la cantidad de potasio a menudo se expresa como la cantidad equivalente de K2O (es decir, cuánto sería si estuviera en forma de K2O), para permitir la comparación entre diferentes fertilizantes que contienen diferentes tipos de potasa. |
| Potasa cáustica o lejía de potasa                                | hidróxido de potasio (KOH) | |
| Carbonato of potasa, sales de crémor tártaro, o cenizas perladas | carbonato de potasio (K2CO3) | |
| Clorato de potasa                                                | clorato de potasio (KClO3) | |
| Muriato de potasa (MOP)                                          | cloruro de potasio (KCl: NaCl = 95: 5 o superior) | |
| Nitrato de potasa o salitre                                      | nitrato de potasio (KNO3 ) | |
| Sulfato de potasa (SOP)                                          | sulfato de potasio (K2SO4 ) | |
| Permanganato de potasio                                          | permanganato de potasio (KMnO4) | |

## Producción
Todos los depósitos comerciales de potasa provienen originalmente de depósitos de evaporita y a menudo están enterrados en las profundidades de la superficie terrestre. Los minerales de potasa son típicamente ricos en cloruro de potasio (KCl), cloruro de sodio (NaCl) y otras sales y arcillas, y generalmente se obtienen por extracción convencional de pozos con la mena extraída en polvo. Otros métodos incluyen métodos de extracción por disolución y evaporación de las salmueras. 
En el método de evaporación, se inyecta agua caliente en la potasa que se disuelve y luego se bombea a la superficie donde se concentra por evaporación inducida por el sol. Luego se añaden reactivos de amina a las soluciones extraídas o evaporadas. La amina recubre el KCl pero no el NaCl. Las burbujas de aire se adhieren a la amina + KCl y la llevan a la superficie mientras que el NaCl y la arcilla se hunden hasta el fondo. Se recoge desde la superficie la amina + KCl, que luego se seca y se empaqueta para su uso como fertilizante rico en K: el KCl se disuelve fácilmente en agua y está disponible fácilmente para la nutrición de las plantas.
Los depósitos de potasas se pueden encontrar en todo el mundo. En la actualidad, se están extrayendo depósitos en Canadá, Rusia, China, Bielorrusia, Israel, Alemania, Chile, Estados Unidos, Jordania, España, Reino Unido, Uzbekistán y Brasil, los más importantes en Saskatchewan, Canadá.

## Riesgos laborales
La enfermedad respiratoria excesiva ha sido una preocupación para los mineros de potasa a lo largo de la historia debido a los riesgos ambientales, como el radón y el asbesto. Los mineros de potasa pueden desarrollar silicosis. Con base en un estudio realizado entre 1977 y 1987, sobre enfermedad cardiovascular entre los trabajadores de potasa, las tasas de mortalidad general fueron bajas, pero se encontró una diferencia notable en los trabajadores de superficie.

## Historia de la producción

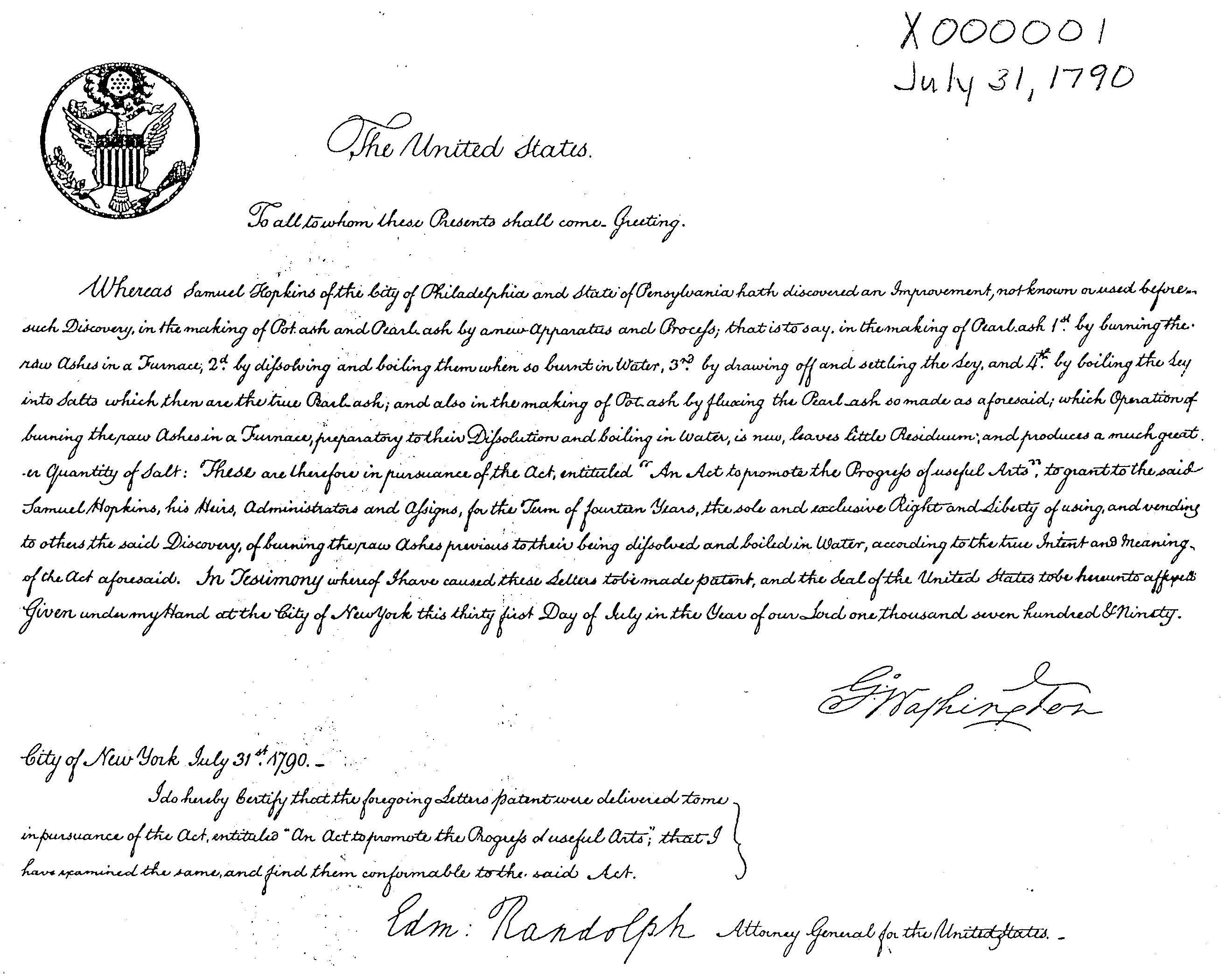
La primera patente de los EE. UU. se emitió para una mejora "en la fabricación de ceniza de olla y ceniza de perla mediante nuevos equipamientos y procesos"; fue firmado por el entonces presidente George Washington.

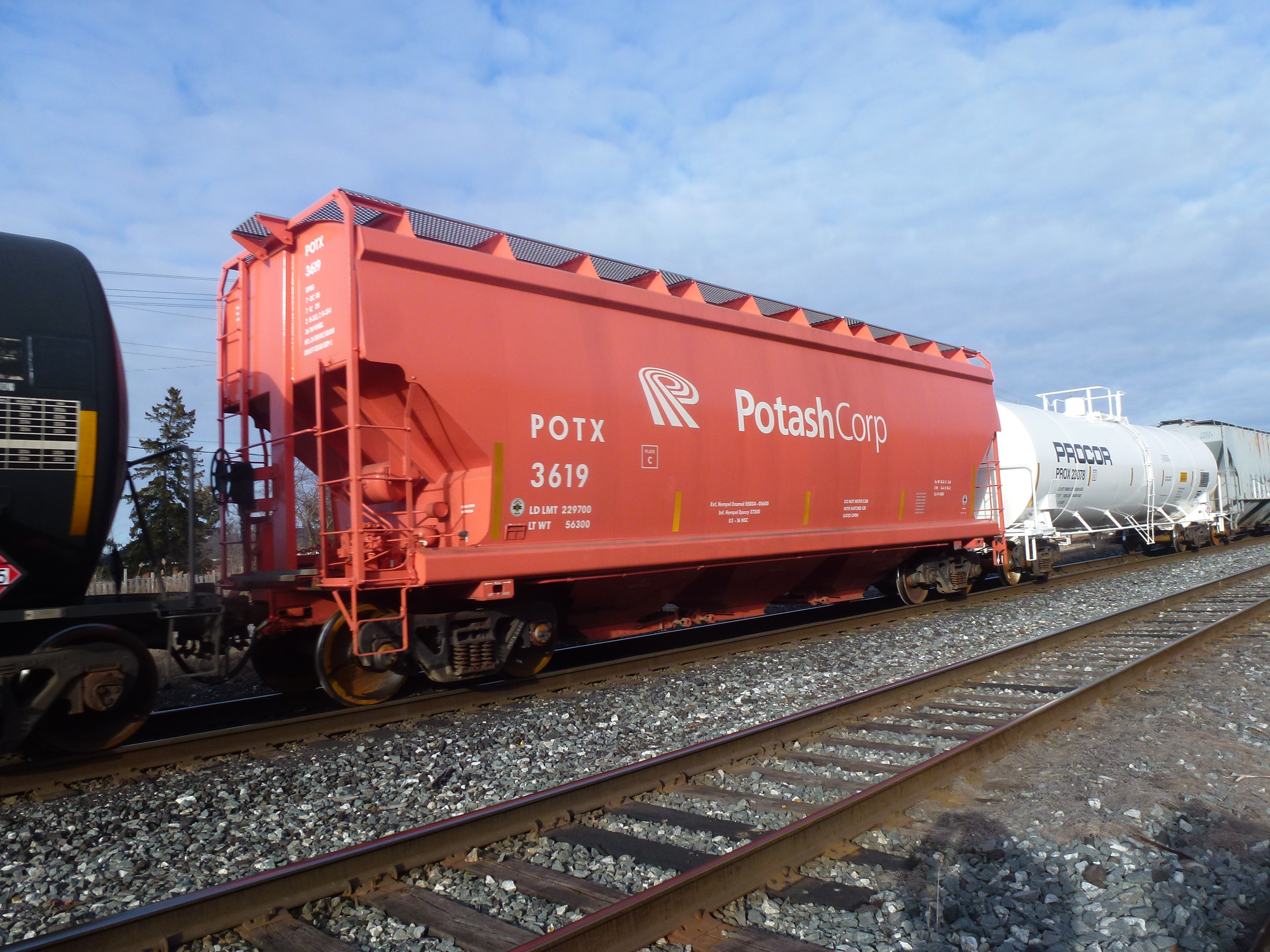
Un vagón tolva cubierto en un tren canadiense para el envío de potasa por ferrocarril.

Las potasas (especialmente el carbonato de potasio) se han utilizado para blanquear textiles, hacer vidrio y hacer jabón, desde aproximadamente los 500 a. C. Las potasas se obtenían principalmente lixiviando las cenizas de plantas terrestres y marinas. A partir del siglo XIV, la potasa se extraía en Etiopía. Uno de los depósitos más grandes del mundo, de 140 a 150 millones de toneladas, se encuentra en el área de Dallol de Tigray. La potasa era uno de los productos químicos industriales más importantes. Se refinaba a partir de las cenizas de árboles de hoja ancha y se producía principalmente en las zonas boscosas de Europa, Rusia y América del Norte. La primera patente de los Estados Unidos que se emitió se concedió en 1790 a Samuel Hopkins para una mejora "en la fabricación de ceniza de olla y ceniza de perla por medio de un nuevo aparato y proceso". La ceniza perlada era de una calidad más pura, por calcinación de potasa en un horno o horno de reverbero. Los pozos de potasa se usaron en Inglaterra para producir potasa para hacer jabón, para la preparación de lana para la producción de hilo. 
Ya en 1767, la potasa procedente de cenizas de madera se exportaba desde Canadá, y las exportaciones de potasa y ceniza perlada (potasa y cal) alcanzaron 43.958 barriles en 1865. Había 519 factorías en funcionamiento en 1871. La industria disminuyó a fines del siglo XIX cuando se estableció en Alemania la producción a gran escala de potasa a partir de sales minerales. En 1943, se descubrió potasa en Saskatchewan, Canadá, en el proceso de extracción de petróleo. La exploración activa comenzó en 1951. En 1958, Potash Company of America se convirtió en el primer productor de potasa de Canadá con la puesta en marcha de una mina subterránea de potasa en Patience Lake; sin embargo, debido a la filtración de agua en su pozo, la producción se detuvo a fines de 1959, pero tras extensas reparaciones, se reanudó en 1965. La mina subterránea se inundó en 1987 y se reactivó para la producción comercial como una mina de disolución en 1989.
A fines del siglo XVIII y principios del XIX, la producción de potasa proporcionó a los colonos de América del Norte una forma de obtener efectivo y créditos muy necesarios mientras limpiaban las tierras boscosas para los cultivos. Para aprovechar al máximo sus tierras, los colonos necesitaban eliminar el exceso de madera. La forma más fácil de lograr esto era quemar cualquier madera que no fuera necesaria para combustible o construcción. Las cenizas de los árboles de madera dura podían usarse para hacer lejía, bien para hacer jabón o bien hervirla para producir valiosa potasa. La madera dura podría generar cenizas a razón de 60 a 100 bushels por acre (500 a 900 m³ / km²). En 1790, las cenizas se podían vender por $ 3,25 a $ 6,25 por acre ($ 800 a $ 1.500 / km²) en el estado rural de Nueva York, casi la misma tasa que contratar a un trabajador para limpiar la misma área. La fabricación de potasa se convirtió en una industria importante en la Norteamérica británica. Gran Bretaña siempre fue el mercado más importante. La industria de la potasa estadounidense siguió el hacha del leñador en todo el país. Después de 1820, Nueva York reemplazó a Nueva Inglaterra como fuente más importante; para 1840 el centro estaba en Ohio. La producción de potasa siempre fue una industria de subproductos, debido a la necesidad de limpiar la tierra para la agricultura.  

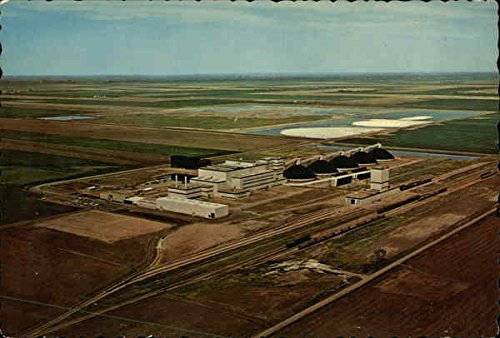
Una postal de la planta de Kalium Chemicals en Belle Plaine, Saskatchewan

En 1964, una compañía canadiense conocida como Kalium Chemicals estableció la primera mina de potasa que utilizaba el proceso de disolución. El descubrimiento se realizó durante la exploración de reservas de petróleo. La mina se desarrolló cerca de Regina, Saskatchewan y alcanzó profundidades mayores de 1500 metros. Mosaic's, Belle Plaine se ocupó posteriormente de la mina.

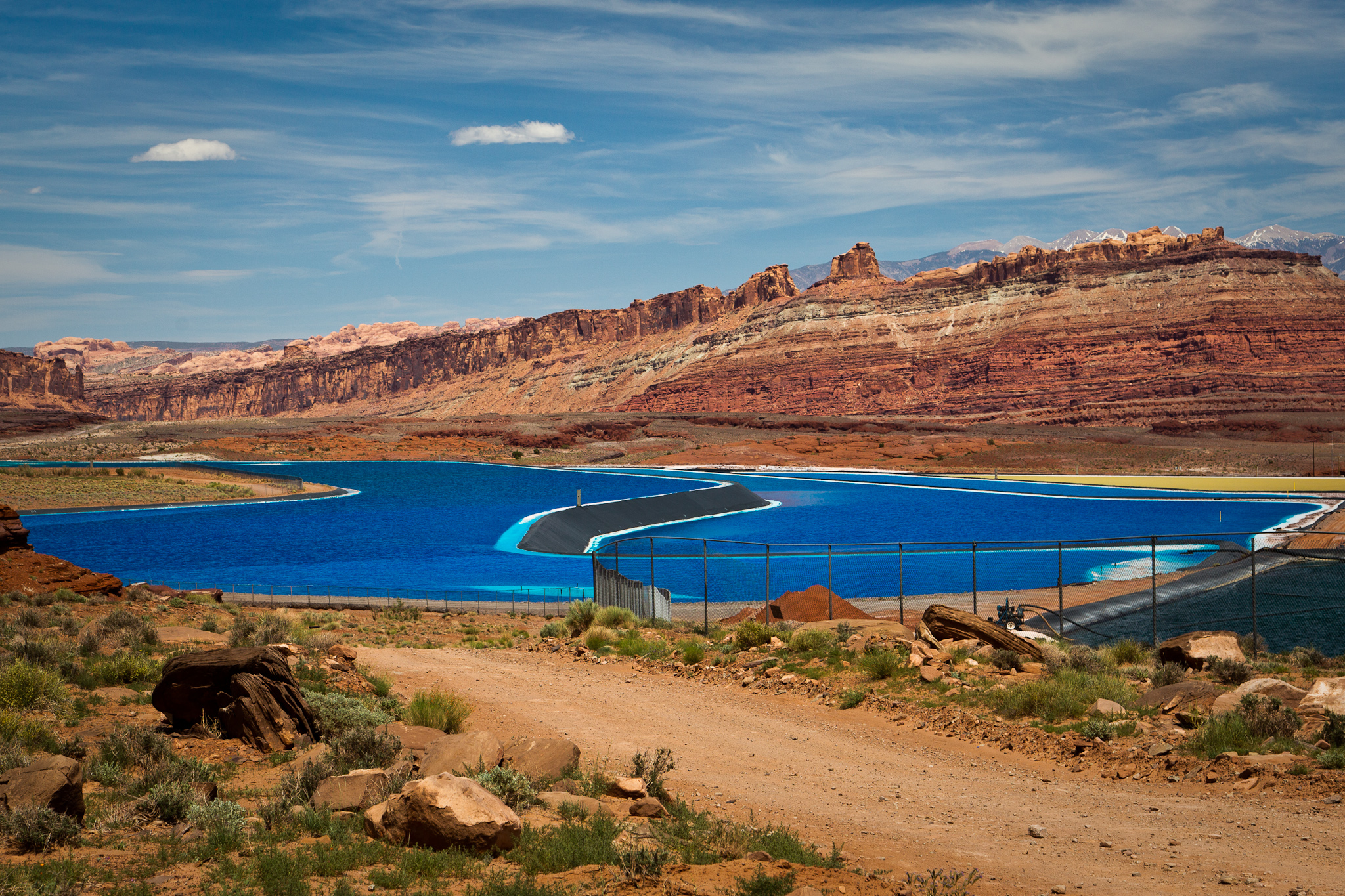
Estanques de evaporación de potasa cerca de Moab, Utah

La mayoría de las reservas mundiales de potasio (K) se depositaron como agua de mar en los antiguos océanos interiores. Después de que el agua se evaporara, las sales de potasio cristalizaron en lechos de potasa. Estos son los lugares donde hoy se extrae potasa. Los depósitos son una mezcla natural de cloruro de potasio (KCl) y cloruro de sodio (NaCl), más comúnmente conocido como sal de mesa. Con el tiempo, a medida que la superficie de la tierra cambiaba, estos depósitos fueron cubiertos por miles de pies de tierra.  
La mayoría de las minas de potasa de hoy son minas de pozos profundos de hasta 4.400 pies (1.400 m) bajo tierra. Otras son minas en franjas, que se han depositado en capas horizontales como rocas sedimentarias. En las plantas de procesamiento de superficie, el KCl se separa de la mezcla para producir fertilizante de potasio de alto contenido nutricional. Otras sales de potasio se pueden separar por diversos procedimientos, lo que resulta en sulfato de potasio y sulfato de potasio y magnesio. 
Hoy en día, algunos de los depósitos de potasa más grandes se extienden por todo el mundo desde Saskatchewan, Canadá, hasta Brasil, Bielorrusia, Alemania y la Cuenca Pérmica. El depósito de la cuenca Pérmica incluye las principales minas fuera de Carlsbad, Nuevo México, hasta el depósito de potasa más puro del mundo en el condado de Lea, Nuevo México (no lejos de los depósitos de Carlsbad), que se cree que es aproximadamente 80% puro (el condado de Osceola, Michigan tiene depósitos de más del 90% de pureza; sin embargo, la única mina allí se transformó para la producción de sal) Canadá es el mayor productor, seguido de Rusia y Bielorrusia. La reserva más importante de potasa de Canadá se encuentra en la provincia de Saskatchewan y es extraída por The Mosaic Company, Nutrien y K + S.
En China, la mayoría de los depósitos de potasa se concentran en los desiertos y salinas de las cuencas endorreicas de sus provincias occidentales, particularmente Qinghai. Las expediciones geológicas descubrieron las reservas en la década de 1950 pero la explotación comercial se retrasó hasta la Política de Reforma y Apertura de Deng Xiaoping en la década de 1980. La apertura en 1989 de la fábrica de fertilizantes de potasa de Qinghai en la remota Qarhan Playa aumentó seis veces la producción de cloruro de potasio en China, de menos de 40 toneladas (40 000 kg) al año en Haixi y Tanggu a poco menos de 240 toneladas (240 000 kg) al año.
A principios del siglo XX, se encontraron depósitos de potasa en la depresión de Dallol en las localidades de Musely y Crescent, cerca de la frontera entre Etiopía y Eritrea. Las reservas estimadas son 173 y 12 millones de toneladas para Musely y Crescent, respectivamente. Este último es particularmente adecuado para minería de superficie; Fue explorado en la década de 1960, pero las obras se detuvieron debido a la inundación de 1967. Los intentos de continuar la minería en la década de 1990 fueron detenidos por la Guerra entre Eritrea y Etíopía y no se han reanudado a partir de 2009.
La recuperación de sales fertilizantes de potasio a partir del agua de mar se ha estudiado en la India. Durante la extracción de la sal del agua de mar por evaporación, las sales de potasio se concentran en la salmuera, un efluente de la industria de la sal. 
En 2013, casi el 70% de la producción de potasa fue controlada por Canpotex, una empresa de exportación y comercialización, y la Compañía Bielorrusa de Potasa. Esta última fue una empresa conjunta entre Belaruskali y Uralkali, pero el 30 de julio de 2013, Uralkali anunció que había cesado su actividad.

## Consumo
| País           | Producción | Reservas |
| -------------- | ---------- | -------- |
| Canadá         | 12,0       | 1.000    |
| Rusia          | 7,2        | 500      |
| Bielorrusia    | 6,4        | 750      |
| China          | 6,2        | 360      |
| Alemania       | 2,9        | 150      |
| Israel         | 2,2        | 270      |
| Jordania       | 1,3        | 270      |
| Chile          | 1,2        | 150      |
| España         | 0,7        | 44       |
| Estados Unidos | 0,5        | 210      |
| Reino Unido    | 0,5        | 40       |
| Brasil         | 0,3        | 24       |
| Otros paises   | 0,5        | 90       |
| Total mundial  | 42,0       | 3.900    |

### Fertilizantes
El potasio es el tercer nutriente principal de plantas y cultivos después del nitrógeno y el fósforo. Se ha utilizado desde la antigüedad como fertilizante del suelo (alrededor del 90% del uso actual). El potasio elemental no se produce en la naturaleza porque reacciona violentamente con el agua. Como parte de varios compuestos, el potasio constituye aproximadamente el 2.6% de la corteza terrestre en masa y es el séptimo elemento más abundante, similar en abundancia al sodio en aproximadamente el 1,8% de la corteza. La potasa es importante para la agricultura porque mejora la retención de agua, el rendimiento, el valor nutritivo, el sabor, el color, la textura y la resistencia a las enfermedades de los cultivos alimentarios. Tiene una amplia aplicación en frutas y verduras, arroz, trigo y otros granos, azúcar, maíz, soja, aceite de palma y algodón, todos los cuales se benefician de las propiedades de mejora de la calidad de los nutrientes.  
La demanda de alimentos y piensos ha aumentado desde 2000. El Servicio de Investigación Económica (ERS) del Departamento de Agricultura de los Estados Unidos atribuye la tendencia al aumento promedio anual de la población de 75   millones de personas en todo el mundo. Geográficamente, el crecimiento económico en Asia y América Latina contribuyó en gran medida al mayor uso de fertilizantes a base de potasa. El aumento de los ingresos en los países en desarrollo también fue un factor en el uso creciente de potasa y fertilizantes. Con más dinero en el presupuesto familiar, los consumidores agregaron más carne y productos lácteos a sus dietas. Este cambio en los patrones de alimentación requería plantar más superficie, aplicar más fertilizante y alimentar a más animales, todo lo cual requería más potasa. 
Después de años de tendencia al alza, el uso de fertilizantes disminuyó en 2008. La recesión económica mundial es la razón principal de la disminución del uso de fertilizantes, la caída de los precios y el aumento de los stocks.
Los mayores consumidores mundiales de potasa son China, Estados Unidos, Brasil e India. Brasil importa el 90% de la potasa que necesita. Se espera que el consumo de potasa para fertilizantes aumente a alrededor de 37,8 millones de toneladas para 2022.
Las importaciones y exportaciones de potasa a menudo se informan en equivalente de K2O, aunque el fertilizante nunca contenga óxido de potasio, en sí, ya que el óxido de potasio es cáustico e higroscópico. 

### Precios
A principios de 2008, los precios de la potasa comenzaron una subida meteórica desde menos de US $ 200 por tonelada a un máximo de US $ 875 en febrero de 2009. Posteriormente, cayeron drásticamente hasta un mínimo en abril de 2010 del orden de US $ 310, antes de recuperarse en 2011-12 y volver a recaer en 2013. Como referencia, los precios en noviembre de 2011 eran de aproximadamente US $ 470 por tonelada, pero a partir de mayo de 2013 se mantuvieron estables en US $ 393. Después de la ruptura sorpresiva del cártel de potasa más grande del mundo a fines de julio de 2013, los precios de la potasa cayeron un 20 por ciento. A fines de diciembre de 2015, la potasa cotizaba a US $ 295 por tonelada. En abril de 2016 su precio era de US $ 269. En mayo de 2017, los precios se habían estabilizado en alrededor de US $ 216 por tonelada, un 18% menos que el año anterior. Para enero de 2018, los precios se habían recuperado a alrededor de US $ 225 por tonelada. La demanda mundial de potasa tiende a ser inelástica en cuanto a precios a corto plazo e incluso a largo plazo.

### Otros usos
Además de su uso como fertilizante, el cloruro de potasio es importante en muchas economías industrializadas, donde es utilizado en el reciclaje de aluminio, para producir hidróxido de potasio, en galvanoplastia de metales, fluidos de perforación de pozos de petróleo, fusión de nieve y hielo, tratamiento térmico de acero, en medicina como tratamiento para la hipocalemia y ablandamiento del agua. 
El hidróxido de potasio se usa para el tratamiento de aguas industriales y es el precursor del carbonato de potasio, varias formas de fosfato de potasio, muchos otros productos químicos potásicos y la fabricación de jabones. 
El carbonato de potasio se utiliza para producir suplementos alimenticios para animales, cemento, extintores, productos alimenticios, productos químicos fotográficos y textiles. También se utiliza en la elaboración de cerveza, preparaciones farmacéuticas y como catalizador para la fabricación de caucho sintético. 
También se combina con arena de sílice para producir silicato de potasio, a veces conocido como vidrio de agua, para usar en pinturas y electrodos de soldadura por arco. Estos usos no fertilizantes han representado aproximadamente el 15% del consumo anual de potasa en los Estados Unidos.

### Sustitutos
No existen sustitutos para el potasio como nutriente esencial para vegetales y para animales y humanos. El estiércol y la glauconita (arena verde) son fuentes de bajo contenido de potasio que pueden transportarse de manera rentable solo a distancias cortas de los campos de cultivo.

## Otras lecturas
- Seaver, Frederick J. (1918) "Bocetos históricos del condado de Franklin y sus varias ciudades", JB Lyons Company, Albany, NY, sección "Making Potash", págs.   27-29